# Vodní součinitel
Vodní součinitel ({\displaystyle w}) je číslo, dané poměrem hmotnosti obsahu vody ({\displaystyle v} [kg/m³]) k hmotnosti pojiva ({\displaystyle p} [kg/m³]) v čerstvém betonu, v maltě, nebo v sádře. Platí, že s rostoucí hodnotou vodního součinitele klesá pevnost výrobku a zkracuje se jeho životnost. (Zákon vodního součinitele)
{\displaystyle w={\frac {v}{p}}}
Obsah vody je především dán účinným obsahem a technologickým obsahem. Účinný obsah vody je množství vody, které je využitelné pro hydrataci pojiva. Od vody přidávané do směsi se proto odečte množství vody, která je adsorbovaná použitým kamenivem a do hydratace se nemůže zapojít. Z technologických důvodů, tj. pro lepší transport a zpracovatelnost, se přidává ještě další voda a obě složky tvoří tzv. záměsovou vodu, čili vodu dávkovanou při míchání betonu. Abychom dostali celkový obsah vody, musíme ještě přičíst množství vody z atmosférických srážek, která obvykle je v kamenivu uloženém na nekrytých skládkách, a případně i množství vody obsažené v přísadách či příměsích.
Hmotnost pojiva se udává v suchém stavu. U čerstvého betonu je to hmotnost cementu, k hydraulickým vlastnostem příměsí (např. elektrárenského popílku) se zpravidla nepřihlíží. U vápenných malt je to hmotnost suchého Ca(OH)2, u jiných malt např. hmotnost suchého hydraulického vápna atd.

## Vodní součinitel čerstvého betonu

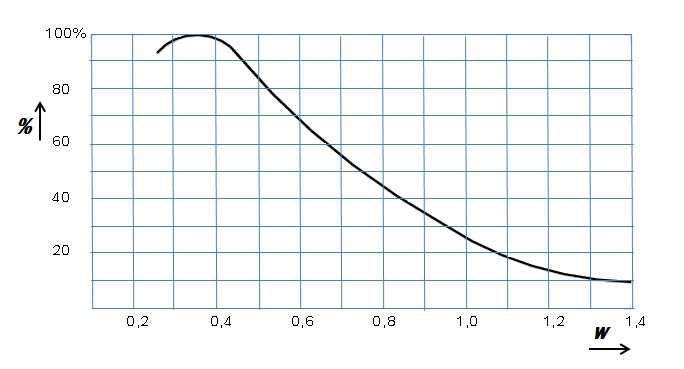
Závislost pevnosti betonu v tlaku na vodním součiniteli

Vodní součinitel {\displaystyle w} čerstvého betonu (water/cement ratio) je číslo, dané poměrem hmotnosti celkového obsahu vody ({\displaystyle v} [kg/m³]) k hmotnosti cementu({\displaystyle c} [kg/m³]) v čerstvém betonu.
(Celkovým obsahem vody se rozumí rozdíl mezi veškerou vodou obsaženou v čerstvém betonu a vodou adsorbovanou na povrchu a v pórech zrn kameniva.)
{\displaystyle w={\frac {v}{c}}}
K tomu, aby proběhl procesu hydratace cementu, postačuje hodnota vodního součinitele 0,23 až 0,25. Pro dobré zpracování betonu je ale zapotřebí hodnotu vodního součinitele zvýšit na 0,3 až 0,5. Při dopravě čerstvého betonu čerpadlem dosahuje hodnota vodního součinitele až 0,6.

### Závislost pevnosti betonu na vodním součiniteli
Závislost pevnosti betonu v tlaku na vodním součiniteli poprvé stanovil americký výzkumník Duff Abrams, který své výsledky zveřejnil v práci Design of Concrete Mixtures, Bulletin 1, Structural Materials Research Laboratory, Lewis Institute, Chicago 1918. Tato závislost, tzv. Abrams Law, je vyjádřena rovnicí
{\displaystyle f_{c}={\frac {A}{B^{w}}}}
kde {\displaystyle f_{c}} je pevnost betonu v tlaku po stanovených dnech zrání,
{\displaystyle A,B} jsou empiricky zjištěné konstanty odvislé od užitého cementu, kameniva, příměsí, podmínek a doby zrání betonu,
{\displaystyle w} je vodní součinitel.
V České republice se pro výpočet složení betonové směsi obvykle používá upravená Bolomeyova rovnice z roku 1924 vycházející z předpokladu, že platí lineární závislost mezi pevností betonu v tlaku a cementovým součinitelem, (což je převrácená hodnota vodního součinitele), která se liší podle druhu použitého cementu a kameniva.
{\displaystyle f_{c}=a.R_{c}({\frac {1}{w}}-0,5)}
kde {\displaystyle f_{c}} je pevnost betonu v tlaku po stanovené době zrání,(zpravidla 28 dnů) [MPa]
{\displaystyle a} je koeficient podle druhu a kvality použitého kameniva (0,5 až 0,4)
- a = 0,50 pro říční kamenivo prvotřídní kvality
- a = 0,45 pro drcené kamenivo nebo říční kamenivo průměrné kvality
- a = 0,40 pro kamenivo s velkým obsahem jemného kameniva nebo pro kamenivo nižší kvality

{\displaystyle R_{c}} je výpočtová pevnost použitého cementu v tlaku po stanovené době zrání, (28 dnů) [MPa]
{\displaystyle w} je vodní součinitel.

### Závislost barvy betonu na vodním součiniteli

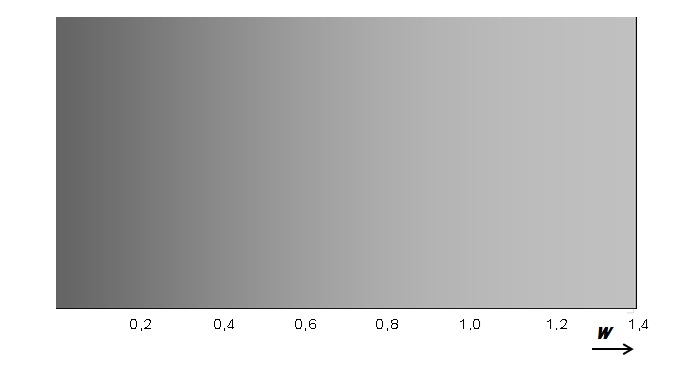
Závislost barvy betonu na vodním součiniteli

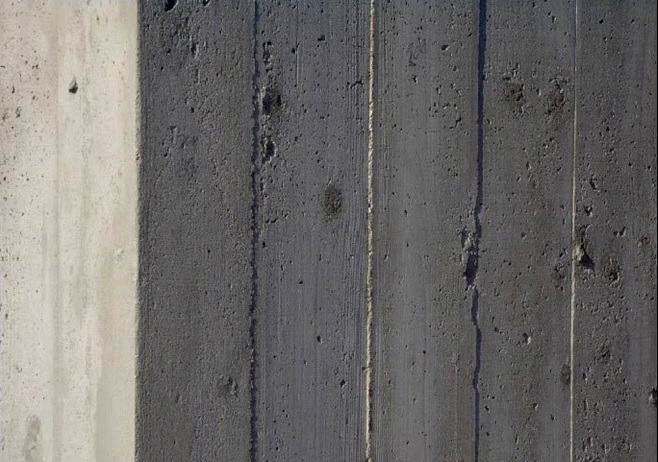
Skvrny betonu
způsobené suky v prknech bednicího pláště

Vodní součinitel výrazně ovlivňuje barvu betonu. Betony s nižším w mají tmavší barvu a rozdíl v barevnosti s časem mizí jen nepatrně. Zejména u pohledového betonu je proto velmi důležité přesně dodržovat recepturu při míchání směsi, aby nedocházelo ke změně vodního součinitele. Skvrny tmavší barvy se na hotovém betonovém prvku objevují tam, kde došlo k lokálnímu snížení vodního součinitele. (Např. jestliže je bednicí plášť zhotovený z prken, potom v místě suků dojde k většímu odsátí vody a vznikne tak malá tmavší skvrna.)
Naopak u betonu obarvovaného pigmenty je se zvyšujícím se w výsledná barva intenzívnější. Dochází k lepší hydrataci cementu a vykrystalizované produkty hydratace, které jsou barevnou fází v betonu, jsou lépe vyvinuty. Ještě více ovlivní dobrou barevnost použití plastifikačních přísad podporujících hydrataci cementu a zároveň rozložení barviva v čerstvém betonu.

### Závislost dalších vlastností betonu na vodním součiniteli
S vyšším vodním součinitelem klesá u betonu
- tepelná vodivost
- vodotěsnost
- trvanlivost

S vyšším vodním součinitelem do jisté míry roste zpracovatelnost čerstvého betonu, hrozí však segregace jednotlivých částic, neboli tzv. krvácení betonu.

Krvácení betonu (bleeding) je odlučování vody, které nastane v čerstvém betonu při přebytku záměsové vody. Důsledkem je rozmísení cementové suspenze a oddělování zrn cementu i kameniva. Voda může vytvořit na povrchu uložené a zhutněné vrstvy tenký povlak, který může způsobit špatné spojení s nově ukládanou vrstvou. Krvácení betonu také zhoršuje spojení betonu s výztuží a významně snižuje schopnost dopravy čerstvého betonu čerpadlem.

### Snižování hodnoty vodního součinitele
Aby bylo možné dobře zpracovávat čerstvý beton i při nízkém vodním součiniteli, přidávají se do směsi plastifikátory, (snižují potřebu vody minimálně o 5%), superplastifikátory, (snižují potřebu vody minimálně o 12%), případně se u tzv. vysokohodnotných cementů bez potřeby zhutnění přidávají tzv. hyperplastifikátory.

## Vodní součinitel malty
Obecně platí, že hodnota vodního součinitele vápenné malty pro omítku je přibližně 1 (w = 1,0). Malty s nižším vodním součinitelem (0,93–0,95) se obtížněji zpracovávají, jsou ale významně kvalitnější. Snižováním množství vody v čerstvé maltě klesá smrštění malty při tuhnutí a tvrdnutí, dochází k redukci vzniku a hlavně k omezení šíření smršťovacích trhlin, klesá porozita malty po zatvrdnutí, roste pevnost malty v tlaku a výrazně se zlepšuje odolnost zatvrdlé malty proti mrazu. Při použití vápenné malty s nízkým vodním součinitelem je vhodné zvlhčovat provedené omítky jemným postřikem.

## Vodní součinitel sádry
Vodní součinitel sádry, (w = v/s), se stanovuje disperzní metodou podle ČSN EN 13279-2, odst. 4.3.2. Určuje se tak množství sádrového pojiva, které je potřebné pro přípravu směsi požadované konzistence. Pro α hemihydrát se hodnota vodního součinitele pohybuje v mezích 0,2 až 0,4, pro β hemihydrát je vždy vyšší než 0,6.